# André Bloch (compositore)
André Bloch (Wissembourg, 14 gennaio 1873 – Parigi, 7 agosto 1960) è stato un compositore francese.
Ha composto opere e musica per pianoforte. Nel 1893 vinse il primo premio per la musica del Prix de Rome.